# 장윤영 (1959년)
장윤영(張允榮, 1959년 9월 25일 ~ )은 대한민국의 제3·4대 경기도 성남시의원이자, 제7대 경기도의원이었다.

## 학력
- 경성미동공립국민학교 (72.2)
- 마포중학교 (75.2)
- 배명고등학교 (78.2)
- 한양대학교 공대 재료공학과 졸업 (83.2)
- 경원대학교 행정대학원 행정대학원 도시정책 수료 (02.02)
- 서울대학교 공과대학 미래기술융합과정 이수 FIP 6기 (09.12 비학위)

## 경력
- 1996.07 ~ 1997.06  성남문화원 기획실장
- 1997.07 ~ 2002.12  PC통신網 「산성텔」S.L.I.C.설립 선임연구원·소장 (정보통신부)
- 1999.08 ~ 2006.06 성남시 중소기업육성심의위원
- 1998.08 ~ 2002.06 제3대 경기도 성남시의회 의원
- 1998.08 ~ 2000.07 제3대 경기도 성남시의회 전반기 도시건설위원회 위원
- 1998.08 ~ 2000.07 제3대 경기도 성남시의회 전반기 예산결산특별위원회 위원
- 2000.07 ~ 2002.06 제3대 경기도 성남시의회 후반기 의회운영위원회 위원
- 2000.07 ~ 2002.06 제3대 경기도 성남시의회 후반기 행정경제위원회 위원
- 2000.07 ~ 2002.06 제3대 경기도 성남시의회 후반기 예산결산특별위원회 위원
- 2002.07 ~ 2006.05 제4대 경기도 성남시의회 의원
- 2002.07 ~ 2004.07 제4대 경기도 성남시의회 전반기 경제환경위원회 위원
- 2003.06 ~ 2003.10 제4대 경기도 성남시의회 성남시시설관리공단운영조사특별위원회 위원
- 2004.07 ~ 2006.05 제4대 경기도 성남시의회 후반기 경제환경위원회 위원
- 2005.09 ~ 2005.09 제4대 경기도 성남시의회 성남시탄천수질정화및하수처리실태조사를위한특별위원회 위원
- 2006.07 ~ 2010.06 제7대 경기도의회 의원
- 2006.07 ~ 2008.07 제7대 경기도의회 전반기 기획위원회 위원
- 2006.07 ~ 2008.07 제7대 경기도의회 전반기 예산결산특별위원회 위원
- 2006.09 ~ 성남 u-City Forum 대표
- 2007.03 ~ 2007.03 제7대 경기도의회 빈부격차완화대책특별위원회 위원
- 2008.07 ~ 2010.06 제7대 경기도의회 후반기 기획위원회 위원
- 2008.07 ~ 2010.06 제7대 경기도의회 후반기 경제투자위원회 위원
- 2008.07 ~ 2010.06 경기도 과학기술진흥위원
- 2008.12 ~ 2008.12 제7대 경기도의회 자치법규정비특별위원회 위원
- 2009.12 ~ 2010.03 제7대 경기도의회 경기도교육감의경기교육파탄에관한행정사무조사특별위원회 위원장
- 2010.12 ~ 2011.10  FM분당 라디오 시사토크 진행
- 2011.07 ~ 2012.12  주식회사 J&S 대표 (벤처기업 20110106645호)
- 2013.01 ~ PigData R&D 개발실장
- 2015.05 ~ 2017.12 (사)3D프린팅협회 팀장 (비상임 이사)
- 2016.09 ~ 2017.10 K-ICT디바이스랩 송도 센터장
- 2016.09 ~ 첨단자동차부품지원클러스터 자문위원
- 2017.09 ~ 2018.09 인하대학교 겸임교수
- 2018.01 ~ (사)남북경협경제인연합회 기획이사

## 역대 선거 결과
|  | 38.7% |

|  | 39.08% |

|  | 44.47% |

|  | 47.54% |